# チャンス (大貫妙子の曲)
「チャンス」は、1981年7月21日に発売された大貫妙子の7枚目のシングル。A面/B面共にアルバムからのリカットとなっている。発売元はRCA/RVC。

## 概要
A面曲「チャンス」は、アルバム『AVENTURE』からのシングルカットで、シーナ・イーストンを意識して制作されたポップな楽曲。YMOのワールド・ツアーに参加していたギタリストの大村憲司が編曲を担当しており、コーラスにはEPOが参加している。
この曲は、シンガーソングライターの一十三十一がアルバム『YOUR TIME Route #1』収録曲としてカバーしている。
B面曲「突然の贈りもの」は、坂本龍一が編曲を担当したジャズ風の楽曲で、アルバム『MIGNONNE』からのリカット曲。別れも告げず自分の元から去ってしまった愛しい人の帰りを待つ女性の心情が繊細に描かれている。大貫自身のアコースティック・コンサートでは毎回歌われている定番曲であり、矢野顕子、竹内まりや、奥田民生など多くのアーティストにカバーされ、大貫の代表曲の一つとなっている。また、アルバム『pure acoustic』『Tint』などで、アレンジを変えてセルフカバーも行われている。

## 受容
作家で音楽イベントのプロデュースなども手掛ける川村由紀は、2020年10月に幻冬舎のウェブマガジンの連載で「突然の贈りもの」をモチーフにした短編小説を寄稿している。

## 収録曲
両曲とも作詞・作曲: 大貫妙子
1. チャンス［4:19］
編曲: 大村憲司
2. 突然の贈りもの［5:02］
編曲: 坂本龍一

## 参加ミュージシャン

### チャンス
- Guitar: 大村憲司
- Rhodes Piano, Prophet 5&10: 清水信之
- Bass: 中村裕二
- Drums: 村上秀一
- Background Vocals: EPO・大貫妙子

### 突然の贈りもの
- Keyboards: 坂本龍一
- Guitars: 松木恒秀
- Bass: 細野晴臣
- Drums: 渡嘉敷祐一
- Percussion: 浜口茂外也
- Strings: 多グループ
- Harp: 山畑松枝

## 収録アルバム

### チャンス
- AVENTURE（1981年）

### 突然の贈りもの
- MIGNONNE（1978年）
- CLASSICS（1985年）
- The very best of 大貫妙子（1986年）
- pure acoustic（1987年）※セルフカバー
- PURE DROPS（1991年）
- History 1978-1984（1999年）
- Library 〜Anthology 1973-2003〜（2003年）
- ゴールデン☆ベスト 大貫妙子 〜RCA Years 1978-1984（2005年）
- Boucles d'oreilles（2007年）※セルフカバー
- Tint（2015年）※セルフカバー
- TAEKO ONUKI meets AKIRA SENJU Symphonic Concert 2016（2016年）※セルフカバー
- Pure Acoustic 2018（2018年）※セルフカバー

## カバー
| 曲名           | アーティスト | 収録作品                                                            | 発売日         |
| -------------- | ------------ | ------------------------------------------------------------------- | -------------- |
| チャンス       | 一十三十一   | アルバム『YOUR TIME Route #1』                                      | 2012年11月14日 |
| 突然の贈りもの | 竹内まりや   | アルバム『BEGINNING』                                               | 1978年11月25日 |
| 突然の贈りもの | 森丘祥子     | アルバム『夢で逢えたら』                                            | 1991年9月25日  |
| 突然の贈りもの | 矢野顕子     | アルバム『Piano Nightly』                                           | 1995年10月21日 |
| 突然の贈りもの | 大村憲司     | アルバム『Leaving Home best live tracks II』                        | 2003年11月21日 |
| 突然の贈りもの | Bank Band    | アルバム『沿志奏逢』                                                | 2004年10月20日 |
| 突然の贈りもの | NapsaQ       | アルバム『青春ソングリクエストアルバム』                            | 2006年12月20日 |
| 突然の贈りもの | 大橋トリオ   | アルバム『FAKE BOOK』                                               | 2010年3月10日  |
| 突然の贈りもの | 奥田民生     | アルバム『大貫妙子トリビュート・アルバム -Tribute to Taeko Onuki-』 | 2013年12月18日 |
| 突然の贈りもの | Emiko Bleu   | アルバム『Retro Active』                                            | 2016年4月27日  |